# Cumberland Lodge

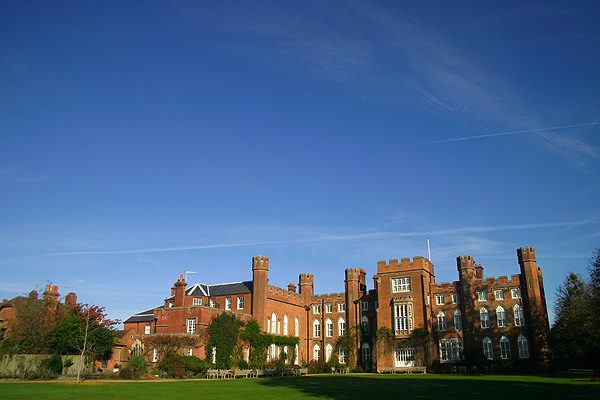
Cumberland Lodge visto do jardim.

Cumberland Lodge é um antigo Palácio Real da Inglaterra situado no interior do Grande Parque, 3,5 milhas a sul do Windsor Castle.

## História
O palácio foi construído por John Byfield, um capitão do exército, en 1650, quando Oliver Cromwell dividiu e vendeu em lotes o Grande Parque de Windsor. O edifício foi chamado de Byfield House até 1670. Foi então renomeado como New Lodge, tendo também, a seu tempo, sido chamado de Windsor Lodge ou Ranger Lodge.
Depois da Restauração, o Rei Carlos II fez do palácio a residência oficial do Ranger do Grande Parque — um cargo assumido por nomeação da Coroa, sempre detido por alguém próximo do soberano.
Durante o ano de 1936, Cumberland Lodge foi usado para reuniões chave entre o Secretário Privado do Rei e o Primeiro-Ministro Stanley Baldwin, as quais levaram, mais tarde à abdicação do Rei Eduardo VIII. 

## Residentes em Cumberland Lodge
Entre aqueles que residiram em Cumberland Lodge encontram-se:
- Baptist May, o primeiro Ranger residente;
- Sarah Churchill, Duquesa de Marlborough (1702–1744) e o seu marido, John Churchill, 1.º Duque de Marlborough, o qual faleceu ali em 1722;
- John Spencer, 1º Conde Spencer (1744–1746);
- William Augustus, Duque de Cumberland, filho do Rei Jorge II (1746–1765);
- Henry Frederick, Duque de Cumberland e Strathearn, filho de Frederico, Príncipe de Gales (1765–1790);
- Ana, Duquesa de Cumberland e Strathearn, viúva de Henry Frederick (1790–1803);
- George Spencer-Churchill, 5.º Duque de Marlborough (até 1822);
- Augustus Frederick, Duque de Sussex, filho do Rei Jorge III (1830–1843);
- Princesa Helena, filha da Rainha Vitória e esposa do Príncipe Cristiano de Schleswig-Holstein (1872–1923);
- Augusta Vitória (1858-1921), última Imperatriz do Império Alemão, sobrinha da Princesa Helena e do Príncipe Christian[1].
- Edmund Fitzalan-Howard, 1º Visconde Fitzalan de Derwent, último Vice-rei da Irlanda (1923–1947).

## A Fundação
Em 1947, o Rei Jorge VI concedeu o uso do palácio à St Katharine’s Foundation (Fundação de Santa Catarina) — actualmente conhecida como King George VI and Queen Elizabeth Foundation of St Catharine’s (Fundação Rei Jorge VI e Rainha Isabel de Santa Catarina). A Fundação é uma instituição educacional Cristã que resultou da imaginação e crítica de Miss Amy Buller. Com base nas suas experiências obtidas na Alemanha entre as duas guerras mundiais, ela acreditava que o crescimento do Nazismo havia sido ajudado significativamente pelo facto de as grandes universidades germânicas não ensinarem os alunos a usar os seus julgamentos críticos no mundo à sua volta e não providenciarem um espaço onde os grandes assuntos do dia pudessem ser discutidos abertamente. 
Amy Buller concebeu, assim, a ideia de um centro residencial para onde os estudantes pudessem ir com os seus professors e, numa atmosfera relaxada, pudessem considerar importantes assuntos éticos e sociais fora dos limites normais dos seus cursos de graduação. Amy recebeu apoio activo do Rei e da Rainha. Para reconhecer o papel primordial desempenhado por Suas Majestades no estabelecimento da instituição, o seu nome foi alterado em 1968 para a designação actual. Elizabeth Bowes-Lyon, a Rainha-Mãe, foi patrona da Fundação, e a Princesa Margarida, Condessa de Snowdon, foi sua visitante.
Actualmente, Cumberland Lodge é usada para workshops académicos e curtos cursos residenciais feitos para grupos de estudantes, principalmente universitários, que chegam aqui para analisar, no contexto da filosofia Cristã, os conceitos fundamentais, ligando as actividades políticas, económicas e científicas. O palácio não está aberto ao público em geral.

## Referência
1. ↑  
Literatura: Thomas Weiberg: "wie immer Deine Dona. Verlobung und Hochzeit des letzten deutschen Kaiserpaares". Isensee-Verlag, Oldenburg 2007, ISBN 978-3-89995-406-7.